# Johannes Chamaretos
Johannes Chamaretos (mittelgriechisch Ἰωάννης Χαμάρετος; † nach 1222 in Arta?) war ein byzantinischer Despot auf der Peloponnes (Morea) in der Zeit des Fürstentums Achaia.

## Leben
Johannes war vermutlich ein Sohn (oder Bruder) des Archon von Monemvasia Leon Chamaretos, der 1201 in Lakonien eine quasi-autonome Herrschaft mit dem Zentrum Lakedaimonia etabliert und nach dem Fall Konstantinopels im April 1204 eine Zeitlang mit den Lateinern, namentlich Gottfried I. von Villehardouin, kooperiert hatte. Nach der Einnahme Lakedaimonias durch Villehardouin (1209) konnte sich Johannes als von Nikaia anerkannter paneutychestates despotes einige Jahre in Monemvasia gegen die Franken und die mit ihnen verbündeten Venezianer behaupten; unklar ist, ob Chamaretos damals in einem formalen Abhängigkeitsverhältnis zu den Kreuzfahrern stand. Eine Intrige seines Schwiegervaters Georgios Daimonoioannes zwang ihn 1222 zur Flucht an den Hof des epirotischen Herrschers, Theodoros I. Komnenos Dukas, wo sich seine Spur verliert.